# Eksjö tingsrätt
Eksjö tingsrätt är en tingsrätt i Sverige med kansli i Eksjö. Domkretsen omfattar kommunerna Aneby, Eksjö, Nässjö, Sävsjö, Tranås och Vetlanda. Tingsrätten med dess domkrets ingår i domkretsen för Göta hovrätt.
Vid Eksjö tingsrätt finns även Lantmäteriet Fastighetsinskrivning (före november 2012 kallad inskrivningsmyndighet), som omfattar fastigheter belägna i Kalmar län, Kronobergs län, Östergötlands län, Jönköpings län, gamla Skaraborgs län samt Örebro län.

## Administrativ historik
Vid tingsrättsreformen 1971 bildades denna tingsrätt i Eksjö och dess domkrets (domsaga) av häradsrätterna för  Norra och Södra Vedbo domsagas tingslag (vari Eksjö rådhusrätt uppgått 1941), den del av Njudungs domsaga som ingick i Nässjö, Sävsjö och Vetlanda kommuner samt den del av Tveta, Vista och Mo tingslag (och Tveta härad) som från 1971 kom att tillhöra Nässjö kommun. Tingsrätten använde Norra och Södra Vedbo tingslags tingshus i Eksjö och till 1991 även tingsplatsen i Tranås. Domsagan utgjordes av Aneby, Eksjö, Nässjö, Sävsjö, Tranås och Vetlanda.
Inskrivningsmyndigheten fick en utökad omfattning vid förändringar 2000/2001.

## Lagmän
- 1971–1983: Eric Odevall
- 1984–1997: Lars Annerén
- 1998–2006: Krister Nordberg
- 2006–2009: Charlotte Brokelind
- 2009–2012: Johan Mannergren
- 2012–2020   Carina Gabrielsson Tolke
- 2020- Anna Sjöman